# Nematoides fusiformis
Nematoides fusiformis is een soort in de taxonomische indeling van de Myzozoa, een stam van microscopische parasitaire dieren. Het organisme komt uit het geslacht Nematoides en behoort tot de familie Uradiophoridae. Nematoides fusiformis werd in 1891 ontdekt door Mingazzini.